# Boogie (film, 2009)
 (mai 2023).
Si vous disposez d'ouvrages ou d'articles de référence ou si vous connaissez des sites web de qualité traitant du thème abordé ici, merci de compléter l'article en donnant les références utiles à sa vérifiabilité et en les liant à la section « Notes et références ».
Pour les articles homonymes, voir Boogie.
Pour plus de détails, voir Fiche technique et Distribution.
Boogie (Boogie, el aceitoso) est un film argentin d'animation pour adultes sorti en 2009, réalisé par Gustavo Cova.
Le film est basé sur le comic strip argentin Boogie, le visqueux de Roberto Fontanarrosa.
En français, les voix des personnages principaux Boogie et Marcia sont interprétées par Liane Foly et Laura Préjean.
C'est le premier film d'animation 3D réalisé en Argentine et en Amérique latine. 

## Synopsis
Boogie est un tueur à gages dont le destin va être lié à Marcia, la petite amie du chef mafieux Sonny Calabria.

## Fiche technique
- Titre français : Boogie
- Titre original : Boogie, el aceitoso
- Réalisation : Gustavo Cova
- Scénario : Roberto Fontanarrosa, Mario O. Moreno, Marcelo Páez Cubells
- Producteur : José Luis Massa, Fernando Sokolowicz, Hugo E. Lauría
- Musique : Diago Monk
- Montage : Andrés Germán Fernandez
- Pays d'origine :  Argentine
- Langue : espagnol
- Genre : animation, action, film de gangsters
- Durée : 82 minutes
- Dates de sortie :
  -  France : 17 novembre 2010[2]

## Doublage français
- Liane Foly : Boogie
- Laura Préjean : Marcia
- Marc Alfos : le capitaine Derek
- Chloé Bethier : Sue
- Philippe Bozo : Lewis
- Patrick Floersheim : Sonny
- Gilles Morvan : Blackburn
- Antoine Tomé : Jones